# Wilhelm Peter Stommel
Wilhelm Peter Stommel (* 9. Februar 1938 in Bad Godesberg) ist ein deutscher Politiker der CDU.
Stommel ist von Beruf Diplomvolkswirt und Unternehmer. Er wurde 1976 im Wahlkreis Lüdinghausen direkt in den Deutschen Bundestag gewählt. Nach dem Ende der Wahlperiode schied Stommel aus dem Bundestag aus, rückte jedoch am 21. März 1985 wieder für den ausgeschiedenen Abgeordneten Willi Weiskirch nach. Somit war Stommel insgesamt von 1976 bis 1980 und von 1985 bis 1987 Mitglied des Deutschen Bundestages.